# Samsigeramiderna

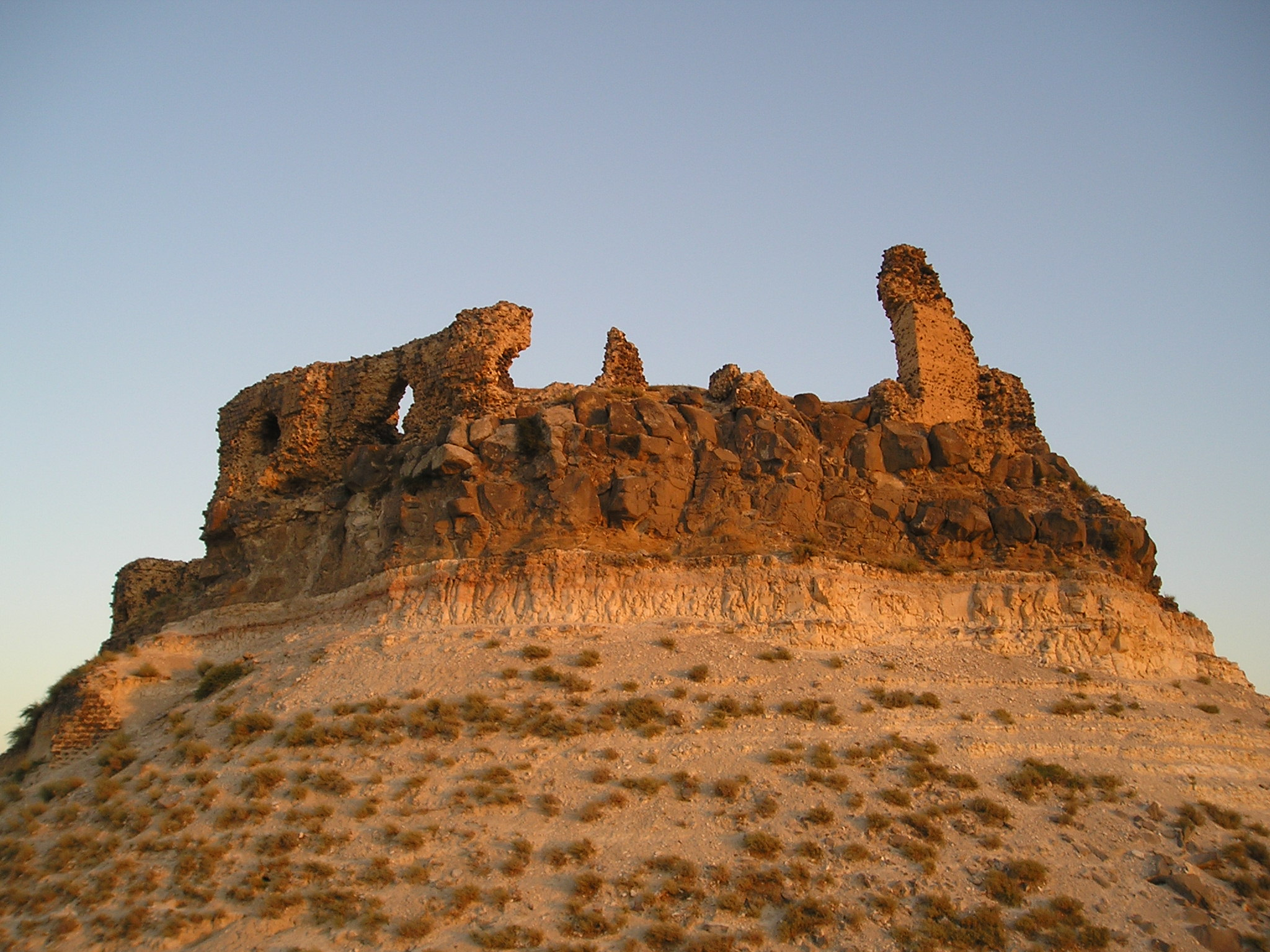
Borgen Shmemis, byggd av Samsigeramos I

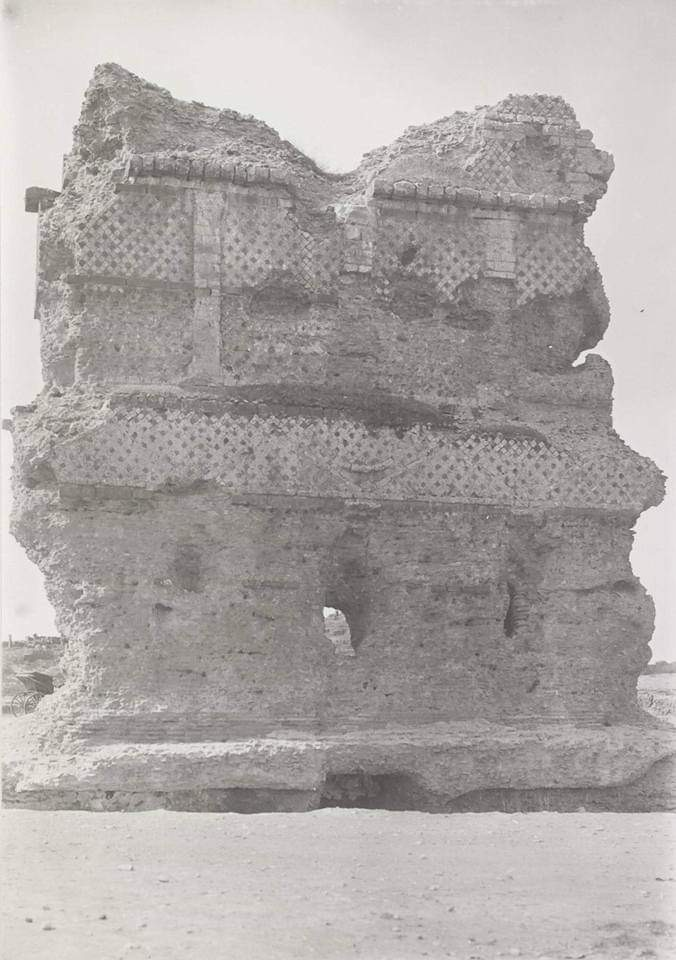
Gaios Iulios Samsigeramos gravmonument, fotograferat 1907

Samsigeramiderna (alternativt Sampsigeramiderna eller Sampsiceramiderna) var en syrisk dynasti som härskade som hövdingar och lydkungar i trakten kring Emesa.
Ätten var ursprungligen hövdingar över en stam vid namn Emesenes (även känd som Emesenoi eller Emeseni), vars fäste var Arethusa. Deras rike var ett av många som uppstått i samband med seleukidernas nedgång, då herdestammar från Arabiska halvön tog över i den s.k. Främre Orienten. När provinsen Syria grundades 64 f.Kr. var de förmodligen bland de första i området att få kontakt med Rom. Efterhand fungerade dynastin som romerska lydkungar, med ett vänskapsavtal mellan kungen och den romerska kejsaren. Detta kan ha inletts redan i samband med provinsens grundande men förnyades runt 20 f.Kr., då Emesa grundades som ny residensstad för härskarna. Vänskapsavtalet tycks ha upphört cirka 72 e.Kr., men dynastin tros ha haft en betydande roll i den romerska provinsen även efter detta. Julius Bassianus, överstepräst i Emesas soltempel och stamfader till severiska dynastin, tros ha varit en ättling till Samsigeramiderna.
Nästan alla dynaster hette antingen Iamblichos (latin: Iamblichus) eller Samsigeramos (latin: Sampsiceramus).
| Samsigeramid    | Årtal                      | Övrigt |
| --------------- | -------------------------- | --- |
| Iamblichos      | 140-talet f.Kr             | Kan ha varit ättens grundare, tog hand om den unge Antiochos VI. Arethusa togs över av Emesenes i slutet av århundradet. |
| Samsigeramos I  | 60- och 50-talet f.K       | Den första kända härskaren av dynastin. Erbjöd hjälp till Antiochos XIII Asiaticus i kampen mot dennes broder Philip II, men gick över till Philip efter övertalning av dennes allierade Azizus. Betalade 63 f.Kr tribut till Pomepejus, och stod efter detta på god fot med denne. Härskade i Arethusa med sonen Iamblichos som medregent. |
| Iamblichos I    | 50-talet till 31 f.Kr      | Räknades som en pålitlig allierad av Cicero när denne var prokonsul i Kilikien (51 f.Kr). Samarbetade 48 med Antipatros för att bistå Julius Caesar i Alexandria. Stödde 45 Caecilius Bassus, Sextus Caesars mördare. Tycks ha förlorat Arethusa till parther. Avrättades 31 av Marcus Antonius.                                            |
| Alexion         | 31-30 f.Kr                 | Vän till Marcus Antonius och ersatte sin broder Iamblichos I. Härskade i trakten kring Aktion men avrättades inom kort av Octavianus. |
| Iamblichos II   | 20 f.Kr till 10-talet e.Kr | Son till Iamblichos I, tillsattes av kejsar Augustus efter en interregnumperiod, men utan Arethusa. Kan vara under hans regeringstid som Emesa grundades. |
| Samsigeramos II | 10- till 40-talet          | Deltog år 41 i ett sammanträde i Tiberias sammankallat av Agrippa I. Hans dotter Iotape var gift med Agrippas bror Aristobulos. |
| Soaemus         | 38-49                      | Gavs "de itureeiska arabernas områden" av kejsar Caligula. Av hans områden blev det mesta del av provinsen Syrien vid hans död, utom en del som styrdes av sonen Varus. |
| Azizus          | 50-talet                   | Äktade år 52 Drusilla, Agrippa I:s dotter. |
| Soaemus         | 54 till 70-talet           | (latin: C. Iulius Soaemus). Azizus broder. Bidrog militärt till romarna i judiska kriget. Var kung av Sophene 54-60. Ombedd av kejsar Vespasianus att år 72 bidra i kriget mot Commagene. |

| Samsigeramid              | Övrigt |
| ------------------------- | --- |
| Gaios Iulios Alexion      | Endast känd genom sonens gravmonument.                                                                         |
| Gaios Iulios Samsigeramos | Son av Alexion, även känd som Silos, av Fabia-stammen. Byggde ett gravmonument utanför Emesa 78 eller 79 e.Kr. |